# قلعه هاناکوما
قلعه هاناکوما (به ژاپنی: 花隈城) یک قلعه ژاپنی بود که امروزه بقایای آن در استان هیوگو، شهر کوبه، چوئو-کو قرار دارد.

## نبرد هاناکوما

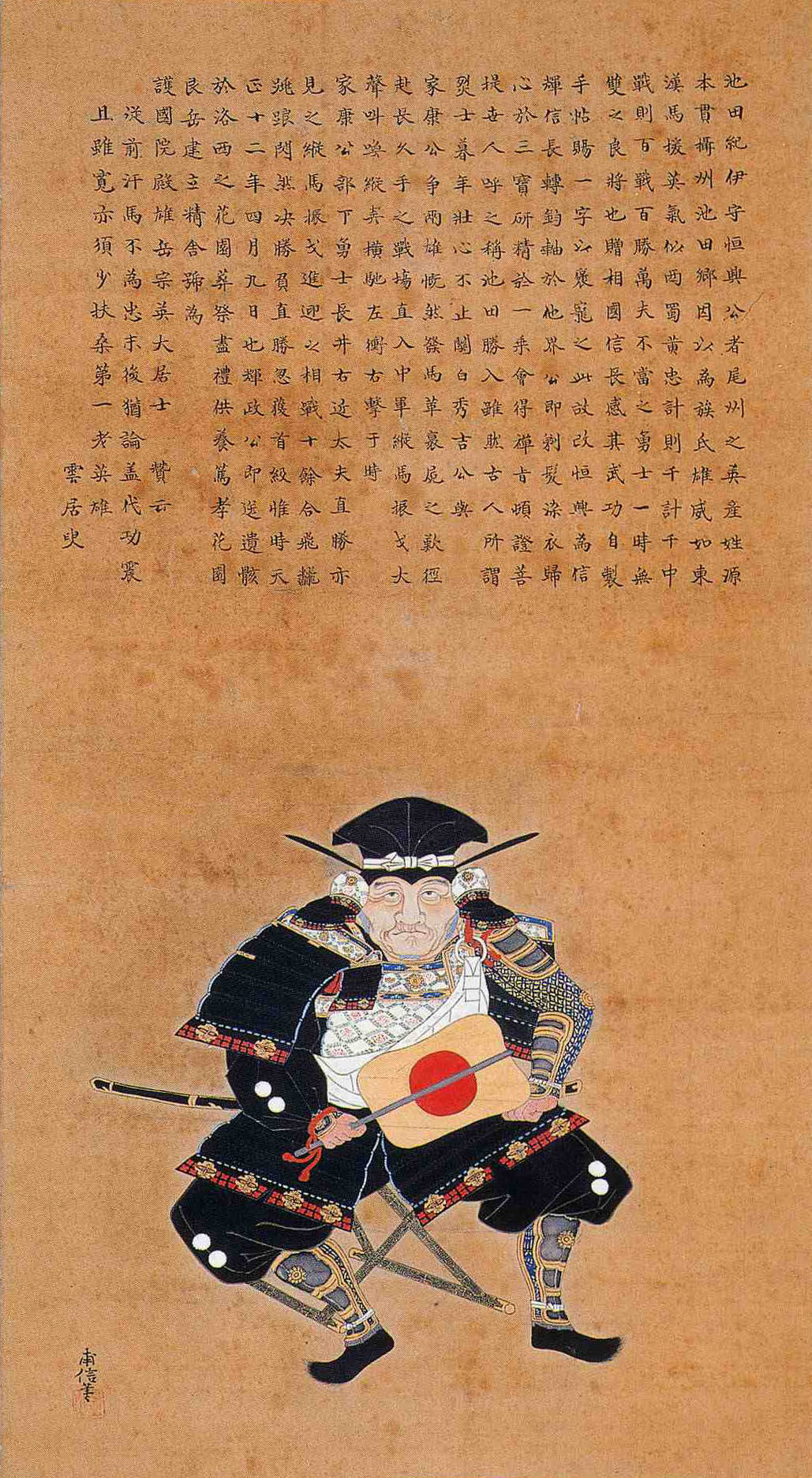
ایکدا تسونه‌اوکی